# Reersø Kirke
Reersø kirke ligger i byen Reersø, er sognekirke i Reersø Sogn, Kalundborg Kommune.
Den er bygget i 1904.

## Eksterne kilder og henvisninger
- Reersø Kirke i bogværket Danmarks Kirker, Nationalmuseet
- Reersø Kirke hos KortTilKirken.dk